# Цвикевич, Александр Иванович
Алекса́ндр Ива́нович Цвике́вич (бел. Алякса́ндр Іва́навіч Цвіке́віч; 22 июня 1888 (по другим данным, 1883), Брест — 30 декабря 1937, Минск) — белорусский общественно-политический деятель.

## Биография
Родился в Бресте в семье фельдшера железнодорожной больницы. Окончил юридический факультет Санкт-Петербургского университета; работал присяжным поверенным в Пружанах и Бресте. Во время Первой мировой войны — в эвакуации в Туле.
В 1917 году участвовал в создании Белорусской народной громады; позднее был делегатом и докладчиком по проблемам беженцев на I Всебелорусском съезде. В 1918 году исполком уже разогнанного съезда отправил Цвикевича и Семёна Рак-Михайловского участвовать в мирных переговорах в Бресте, однако им удалось участвовать лишь в составе делегации УНР.
Весной 1918 года Цвикевич со специальной дипломатической миссией БНР был направлен в Киев, где вёл переговоры о признании независимости БНР. Кроме того, Цвикевич организовал газету «Белорусское эхо» и Белорусскую торговую палату.
Летом 1918 года возглавил миссию БНР в Москве. С 1918 года — член умеренной Белорусской партии социалистов-федералистов. После окончания Первой мировой войны и эмиграции Рады БНР, Цвикевич весной 1919 года был направлен с миссией в Германию. В 1920-23 был министром иностранных дел, а в 1923-25 возглавлял правительство Белорусской Народной Республики в эмиграции. В 1925 году сложил с себя полномочия и переехал в Минск.
Работал в Народном комиссариате финансов, Инбелкульте, Институте истории Белорусской академии наук (реформированной из Инбелкульта), изучал развитие общественной мысли в XIX веке. В 1929 году вышла его наиболее известная работа «Западно-руссизм: Нарысы з гісторыі грамадзкай мысьлі на Беларусі ў XIX і пачатку XX в.», практически весь тираж которой был уничтожен.
14 июля 1930 года арестован по сфабрикованному делу Саюза вызвалення Беларусі; выслан в Пермь (позднее — в Ишим и Сарапул). 17 декабря 1937 года арестован вновь, 30 декабря 1937 расстрелян в Минске. Реабилитирован в 1988 (по первому делу) и в 1989 годах (по второму делу).

## Основные работы
- Краткий очерк возникновения Белорусской Народной Республики. — Киев, 1918;
- Западно-руссизм: Нарысы з гісторыі грамадзкай мысьлі на Беларусі ў XIX і пачатку XX в. — Мн.: Беларускае дзяржаўнае выдавецтва, 1929. — 340 с. (большая часть тиража уничтожена); 2-е изд.: Мн.: Навука і тэхніка, 1993. — 352 с.